# Ken’ichi Suzumura
Ken’ichi Suzumura (japanisch 鈴村 健一Suzumura Ken’ichi; * 12. September 1974 in der Präfektur Niigata) ist ein japanischer Synchronsprecher (Seiyū) und Sänger. Er gehört zur Agentur Arts Vision.
Seine Ausbildung zum Synchronsprecher machte er an der Nihon Narration Engi Kenkyūjo. 1994 hatte Suzumura seine Debütrolle in Macross 7. Seine bekanntesten Rollen sind unter anderem Hikaru Hitachiin in Ouran High School Host Club, Shinn Asuka in Mobile Suit Gundam Seed Destiny, Sogo Okita in Gintama, Lavi in D.Gray-Man, und Ryutaros der Kamen-Rider-Serie Kamen Rider Den-O. Meist wird er von seinen Fans und anderen Seiyū-Kollegen Suzu, Muraken (vor allem von Seiyū-Kollege Sōichirō Hoshi und anderen Fans) und Suzuken genannt. Er ist zurzeit auch Teil der Seiyū-Gruppe STA MEN zusammen mit Jun’ichi Suwabe, Daisuke Kishio, Hiroki Takahashi, Hiroyuki Yoshino, Makoto Yasumura und Kosuke Toriumi.
Am 8. August 2011 heiratete er seine Kollegin Maaya Sakamoto.

## Sprecherrollen
| - Gakuen Alice (Reo Mouri) - Amatsuki (Ginshu) - Astro Boy (Yukio Nishino) - Atashin’chi (Mizushima) - Avenger (Teo) - Beyblade (Fuji, Steve, Bartholomew) - Bokurano (Kai Hata) - Captain Tsubasa (Road to 2002) (Genzō Wakabayashi) - Chibi Maruko-chan (Yamaguchi) - Crayon Shin-chan (Naoki) - Cromartie High School (Makio Tanaka) - Das Lied der Bestien (Iaru) - D.Gray-man (Lavi) - Digimon Frontier (Koichi Kimura, Duskmon, JagerLoewemon, Velgemon) - Fairy Tail (Rogue Cheney) - Free! Iwatobi Swim Club (Momotarou Mikoshiba) - Gakuen Heaven (Taki Shunsuke) - Galaxy Angel (Ministersekretär Katō) - Gals! (Yūya Asō) - Gin Tama (Sōgo Okita) - Gundam Seed Destiny (Shinn Asuka) - Hikaru no Go (Shin'ichirō Isumi) - Hiyokoi (Yūshin Hirose) - Hungry Heart: Wild Striker (Yūki Kagami, Yūya Kiba) - Ichigo 100% (Junpei Manaka) - Kaikan Phrase (Atsuro Kiryuu) - Macross 7 (Morley) (Debütrolle) - Macross Zero (Shin Kudo) - Naruto Shippuden (Utakata) - Noein (Atori) - Osomatsu (Iyami) - Ouran High School Host Club (Hikaru Hitachiin) - Peach Girl (Kairi Okayasu) - Rokka no Yūsha (Hans Humpty) - Soul Eater (Kilik Rung) - Spiral: Suiri no Kizuna (Ayumu Narumi) - Trinity Blood (Dietrich von Lohengrin) - Tsukihime, Lunar Legend (Shiki Tohno) - UFO Princess Walküre (Kazuto Tokino) - Umineko no Naku Koro ni – (George Ushiromiya) - Uta no Prince-sama: Maji Love 1000% (Masato Hijirikawa) - X (Kamui Shirō) - Die Zwölf Königreiche (Rakushun) - Zombie-Loan (Chika Akatsuki) | - Ballettstar (Endō Akira) - Bus Gamer (Mishiba Toki) - Gundam Seed Destiny (Shinn Asuka) - Fruits Basket (Kakeru Manabe) - Fusatsugi (Tokura Hijiri, Kidōmaru, Shiten Hōj) - Gakuen Heaven (Taki Shunsuke) - Gate (Minamiyama Shigeru) - Genso Suikoden (Tir McDohl) - Hana to Akuma (Klaus) - Ouran High School Host Club (Hikaru Hitachiin, Kaoru Hitachiin (in früheren Hörspiel-CDs)) - Special A (Takishima Kei) - Zettai Kareshi (Night) - Uta no Prince-sama: Maji Love 1000% (Masato Hijirikawa) - Last Order: Final Fantasy VII (OVA) (Zack Fair) - Final Fantasy VII Advent Children (Zack Fair) - Crisis Core: Final Fantasy VII (Zack Fair) - Final Fantasy X-2 (Gippal) - Kingdom-Hearts-Serie (Demyx) - Tales of Legendia (Senel Coolidge) - Macross Zero (Shin Kudo) - Kamen Rider Den-O (Ryutaros, Gecko Imagin (ep. 40)) - Kamen Rider Kiva: King of the Castle in the Demon World (Film) (Gastauftritt: Fußballspieler) - Kamen Rider Decade: All Riders vs. Dai-Shocker (Kamen Rider X) - Kara no Kyoukai-Filmserie (Kokutou Mikiya) - Tokimeki Memorial Girl's Side 2nd Season (Hariya Kounoshin) |

## Auszeichnungen
- 2008:

1. "Best Radio personality" – 2. Seiyu Awards (gewonnen)
2. "Synergy Award" (Kamen Rider Den-O) – 2. Seiyu Awards (gewonnen)

- 2007:

1. "Bester Nebendarsteller" in der Rolle als Hikaru Hitachiin – 1. Seiyu Awards
2. "Best Radio Personality" – 1. Seiyu Awards

## Diskografie
Seit 2008 hat Suzumura eine Gesangskarriere gestartet und steht mit Lantis unter Vertrag. Als Solo-Künstler schreibt er seine Lieder selbst. Unter anderem hatte er in der Vergangenheit im Zusammenhang mit von ihm moderierten Radiosendungen einige CDs herausgegeben. Nebst als Solo-Künstler veröffentlicht er auch seit 2009 mit seinem Kollegen Iwata Mitsuo unter ihrem Gruppennamen CONNECT CD-Alben und -Singles.
Im Folgenden sind Alben und Singles aufgelistet, die er als Sänger veröffentlicht hat.
| Veröffentlichungsdatum | Album            | Katalognummer | Oricon-Charts | weitere Informationen                                               |
| ---------------------- | ---------------- | ------------- | ------------- | ------------------------------------------------------------------- |
| 22. Oktober 2003       | Shizumanai Taiyō |               |               | In Zusammenarbeit mit Takahiro Sakurai (als R-16)                   |
| 26. März 2004          | Separate Way     |               |               | In Zusammenarbeit Takahiro Sakurai (als R-16)                       |
| 17. Dezember 2005      | BOX UNIVERSE     |               |               | Mini-CD-Album                                                       |
| 8. Oktober 2008        | INTENTION        | LACM-4518     | 14            | Debüt-Single                                                        |
| 4. Februar 2009        | Atarashii Neiro  | LACM-4569     | 13            | Single                                                              |
| 24. April 2009         | CONNECT          | BCCD-1        |               | 1. CD-Album der Gruppe CONNECT (In Zusammenarbeit mit Mitsuo Iwata) |
| 24. Juni 2009          | Mitochondria     | LACM-4627     | 20            | Single                                                              |
| 7. Oktober 2009        | Becoming         | LACA-35968    | 2             | 1. CD-Album                                                         |
| 27. Januar 2010        | And Becoming     | LACM-4690     | 23            | Single                                                              |
| 24. Februar 2010       | Fighting Spirits | LACM-4689     | 23            | 1. Single der Gruppe CONNECT (In Zusammenarbeit mit Mitsuo Iwata)   |

## Trivia
- Suzumura arbeitet gelegentlich mit Seiyū-Kollege und Freund Takahiro Sakurai zusammen, unter anderem seit 2003 als Co-Moderator der Radio-Sendung Cherry Bells.[5]
- Er ist auch mit den Seiyū-Kollegen Hiroki Takahashi und Mitsuo Iwata befreundet, mit letzterem co-moderiert er seit 2003 die Radio-Sendung Sweet Ignition.[6]
- Sein jüngerer Bruder Masaki Suzumura arbeitet in der Filmindustrie und hatte Gastauftritte in verschiedenen Seiyū-Radio-Shows mit Ken’ichi Suzumura. Die Fans waren überrascht wie ähnlich die beiden sich klangen, nur dass Masakis Stimme etwas höher war.
- Suzumura wuchs in ärmlichen Verhältnissen auf. In seiner Kindheit war seine Familie viel unterwegs zu verschiedenen Orten Japans, unter anderem lebte sie in Niigata, Osaka, Okayama und Fukuoka. Obwohl er einige Zeit in Osaka gelebt hatte, ist sein Kansai-ben nicht perfekt. Jedoch merkt man ihm einen gewissen Akzent an, wenn er normal japanisch spricht.
- Er ist ein exzellenter Koch. Er war gerade dabei sich eine Lizenz als Chefkoch zu erwerben, als er an einem Vorsprechen teilnahm und ausgewählt wurde.
- Er liebt Hunde und hält zwei mit den Namen Ivy und Momo.
- Als Kind litt er unter starken Asthma-Anfällen. Um seine Atemtechnik zu verbessern übte er sich 5 Jahre lang in der Kampfkunst Aikido.
- Für das Radio Osaka fuhr er im Dezember 2003 mit dem Rad 200 km von Nagoya nach Osaka in etwa 24 Stunden und 30 Minuten (inklusive Zeit zum Schlafen, Ruhen und Essen). Seine Ankunft in Osaka wurde live im Radio übertragen.
- Er hatte einen Gastauftritt im Film Kamen Rider Kiva: King of the Castle in the Demon World und einen im Musikclip "Sakuraimichi" von Ghostnote.
- Suzumura stand zwar bereits für zahlreiche Events und Gruppenkonzerte mit anderen Seiyū-Kollegen auf der Bühne, doch seine erste Solo-Live-Tour gab er Januar 2010 in Osaka (10. Januar 2010), Nagoya (11. Januar 2010), Yokohama (23. Januar 2010) und in Tokyo (31. Januar 2010).[7][8]
- Einer nationalen Umfrage (März 2010) zufolge, in der die populärsten Seiyū ermittelt wurden, errang Suzumura zusammen mit Mamoru Miyano den ersten Platz auf der Rangliste der männlichen Seiyū.[9]